# Discopus patricius
Discopus patricius är en skalbaggsart som beskrevs av Bates 1880. Discopus patricius ingår i släktet Discopus och familjen långhorningar. Inga underarter finns listade i Catalogue of Life.